# East Renfrewshire
East Renfrewshire (en gaèlic escocès: Siorrachd Rinn Friù an Ear) és un dels 32 consells unitaris (en anglès: council area) en què està dividida administrativament Escòcia. Limita amb els consells unitaris de North Ayrshire, East Ayrshire, Renfrewshire, South Lanarkshire i Glasgow. La capital administrativa és Giffnock.

## Història
East Renfrewshire pertanyia a l'antic comtat de Renfrewshire fins al 1975. Des d'aquest any va pertànyer a la regió de Strathclyde fins que el 1996 es va tornar a modificar l'organització administrativa d'Escòcia i es va formar el nou consell unitari d'East Renfrewshire amb el territori de l'antic districte d'Eastwood i afegint la ciutat de Barrhead, que pertanyia al districte de Renfrew.